# Santuario della Madonna di Val di Prata
Il santuario della Madonna di Val di Prata si trova nel comune di Cinigiano (GR), nella frazione di Monticello Amiata, sulle pendici del monte Amiata.

## Storia e descrizione
La chiesa è documentata dal 10 giugno 1198 quando papa Innocenzo III la cita in una bolla diretta all'Abate dell'abbazia di San Salvatore, ma la sua edificazione risale almeno a due secoli prima ed è divenuta un noto santuario per l'esposizione sull'altare maggiore della venerata immagine quattrocentesca della Madonna col Bambino detta della Consolazione.
Il dipinto, che ha subito la decurtazione della parte inferiore, era attorniato da numerosi ex voto, in parte venduti per finanziare i radicali lavori di ristrutturazione condotti dal 1847 al 1863.
L'edificio presenta la facciata a capanna con il portale architravato, e l'interno ad aula unica con due altari laterali tardo barocchi: quello di sinistra, del 1691, conserva la pala con la Madonna del Carmine con santa Teresa d'Avila, santa Elisabetta d'Ungheria, san Filippo Neri e sant'Elena, uno dei vertici dell'attività pittorica di Giuseppe Nicola Nasini, mentre l'immagine della Madonna della Consolazione troneggia sull'altare centrale.

## La leggenda

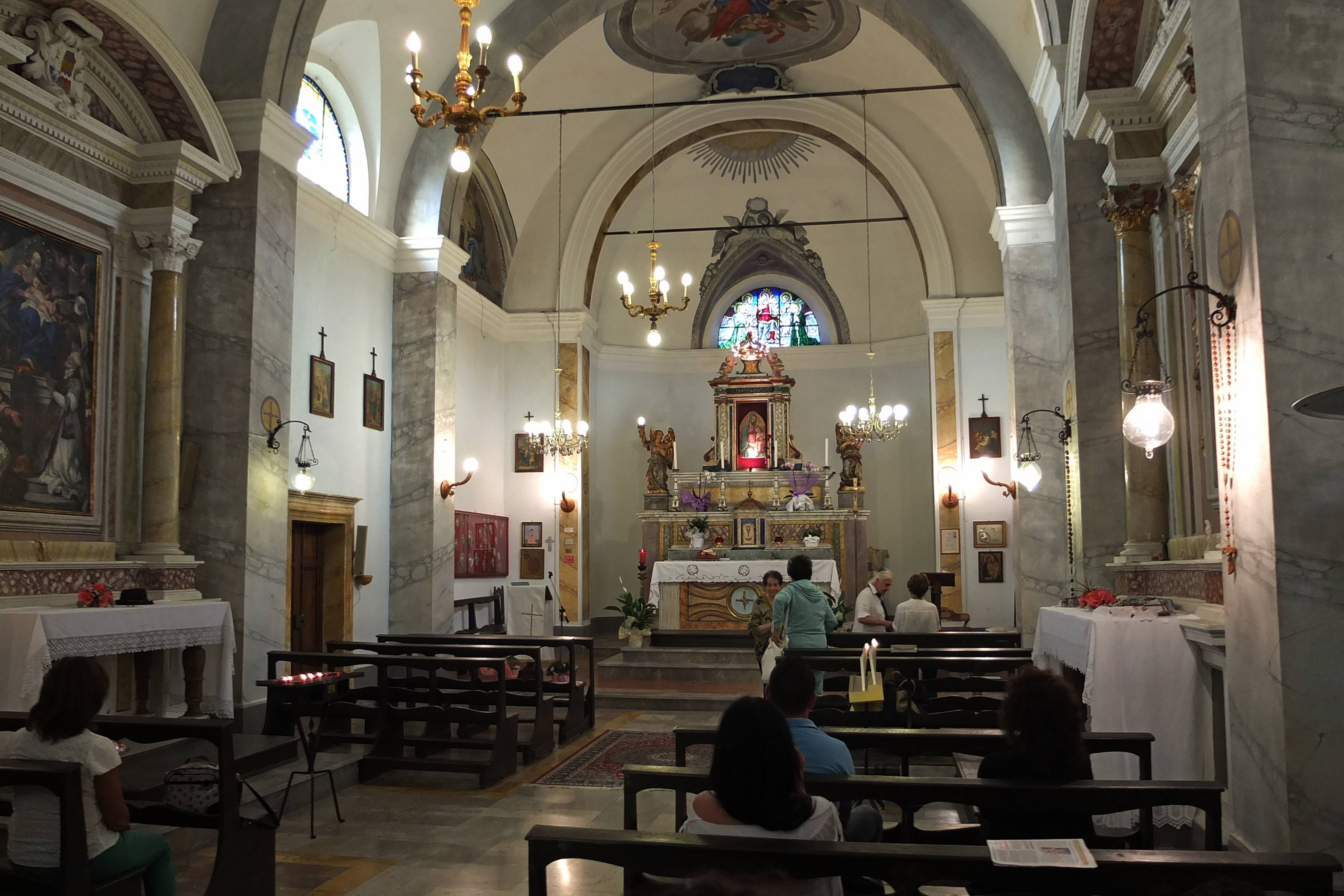
Interno del santuario

Il santuario è stato fondato sul luogo di una apparizione forse avvenuta tra l'inizio dell'IX secolo e il X secolo, ma di cui non esiste alcuna trascrizione.
La leggenda racconta che, durante una estate di grande siccità, una pastorella invocò la Madonna per chiedere dell'acqua per le sue pecore; apparve una Signora avvolta in un alone di luce, che poggiò la mano su una roccia e ne fece sgorgare una sorgente. La Signora disse alla pastorella di raccontare ciò che aveva visto e di erigere una chiesa in un luogo che avrebbe indicato. Al paese nessuno credette al racconto della giovane, ma credettero dopo una nevicata estiva che ricoprì un colle; il cumulo di neve aveva la forma di una cappella, e su quel colle fu costruito un piccolo tempio dedicato alla Madonna della Consolazione.
Un ex parroco di Monticello Amiata, don Luigi Martini, cercò presso gli archivi di stato di Siena e Firenze, alle Curie Vescovili di Montalcino e Chiusi, e negli archivi parrocchiali di S. Fiora e Monticello testimonianze storiche che documentassero l'avvenimento, ma questa ricerca non ebbe esito positivo.